# Michael Dowse
Michael Dowse (London, 19 aprile 1973) è un regista, sceneggiatore e montatore canadese.

## Biografia
Nato in Ontario da genitori irlandesi e cresciuto a Calgary, si è formato come montatore prima di dirigere il suo primo lungometraggio FUBAR, diventato un film di successo in Canada. Nel 2004 ha realizzato It's All Gone Pete Tong, film incentrato sulla vita del DJ Frankie Wilde. Nel 2007 ha avviato il progetto relativo al film Take Me Home Tonight, film uscito nelle sale statunitensi nel marzo 2011.

## Filmografia

### Regista

#### Cinema
- 237 - cortometraggio (2000)
- FUBAR (2002)

- It's All Gone Pete Tong (2004)
- Fubar II (2010)
- Take Me Home Tonight (2011)
- Goon (2011)
- What If (2013)
- Robot Bullies - cortometraggio (2017)
- Stuber - Autista d'assalto (Stuber) (2019)
- Coffee & Kareem (2020)
- Natale a 8 Bit (8-Bit Christmas) (2021)

#### Televisione
- The Foundation – serie TV, 5 episodi (2009)
- Man Seeking Woman – serie TV, 6 episodi (2016-2017)
- Preacher – serie TV, episodio 2x09 (2017)
- Future Man – serie TV, episodi 1x12-1x13 (2017)
- Fubar Age of Computer – serie TV, 8 episodi (2017)